# Euphydryas
Euphydryas là một chi bướm trong phân họ Nymphalinae trong họ Nymphalidae phân bố ở khu vực Cận Bắc Cực và Cổ Bắc giới.

## Loài
Chi này có các loài sau
Nhóm loài Euphydryas:
- Euphydryas phaeton (Drury, 1773)

Nhóm loài Hypodryas:
- Euphydrini maturna (Linnaeus, 1758)
- Euphydryas ichnea (Boisduval, 1833)
- Euphydryas cynthia (Schiffermüller, 1775)
- Euphydryas iduna (Dalman, 1816)
- Euphydryas gillettii (Barnes, 1897)

Nhóm loài Occidryas:
- Euphydryas anicia (Doubleday, 1847)
- Euphydryas chalcedona (Doubleday, 1847)
- Euphydryas editha (Boisduval, 1852) 
  - Euphydryas editha bayensis
  - Euphydryas editha quino

Nhóm loài Eurodryas:
- Euphydryas aurinia (Rottemburg, 1775)
- Euphydryas glaciegenita (Verity, 1928)
- Euphydryas provincialis (Boisduval, 1828)
- Euphydryas merope (Prunner, 1798)
- Euphydryas orientalis (Herrich-Schäffer, 1851)
- Euphydryas asiatica (Staudinger, 1881)
- Euphydryas sibirica (Staudinger, 1871)
- Euphydryas desfontainii (Godart, 1819)